# Callogorgia dubia
Callogorgia dubia är en korallart som först beskrevs av Thomson och Henderson 1906.  Callogorgia dubia ingår i släktet Callogorgia och familjen Primnoidae.
Artens utbredningsområde är Indiska oceanen. Inga underarter finns listade i Catalogue of Life.